# Atlantský val
Atlantský val (originální francouzský název Le Mur de l'Atlantique) je francouzská válečná filmová komedie z období druhé světové války režiséra Marcela Camuse z roku 1970 v hlavních rolích s Bourvilem a britským hercem Petrem McEnerym.

## Děj
Během druhé světové války má Léon Duchemin malou hospodu v Normandii a žije klidný a nenápadný život. Jednoho dne se u něj v domě schová letec britského Royal Air Force, hledaný Němci. Duchemin o tom zpočátku netuší, na rozdíl od jeho dcery Juliette, která vojáka ubytuje u sebe v podkroví. Ducheminovi se později podaří ukradnout tajný německý plán válečných operací, který předává místním odbojářům, nechtěně však s nimi musí odplout až do Anglie, kde absolvuje vojenský výcvik a téměř po roku vrací se do Francie s cílem podílet se na organizaci atentátu na říšského maršála Rommela. Nakonec ale všechno dopadne jinak, Léon se dozvídá o svém malém vnoučeti, atentát se nezdaří, Rommel odjíždí živý a zdravý svou cestou a Léon společně se svým budoucím zetěm Jeffem musí před vojáky Wehrmachtu opět utíkat do Velké Británie.

## Obsazení
| Bourvil              | Léon Duchemin                           |
| Peter McEnery        | Jeff, britský letec                     |
| Sophie Desmarets     | Maria Ducheminová, Léonova sestra       |
| Jean Poiret          | Armand, odbojář a dvojitý německý agent |
| Reinhardt Kolldehoff | poručík Heinrich Jakobus Steinbichler   |
| Sara Franchetti      | Juliette Ducheminová, Léonova dcera     |
| Pino Caruso          | poručík Friedrich, Rommelův šofér       |
| Terry-Thomas         | major Perry                             |
| Roland Lesaffre      |                                         |
| Jacques Balutin      | četník                                  |
| Jean-Pierre Zola     | plukovník Muller                        |
| Georges Staquet      | Hippolyte, odbojář                      |
| Jacques Préboist     | Ernest                                  |